# Frank B. Kellogg
Frank Billings Kellogg (Nova Iorque, 22 de dezembro de 1956 — Minnesota, 21 de dezembro de 1937) foi um advogado estadunidense e Secretário de estado americano (1925 – 1929), cuja conquista mais importante foi o Pacto Kellogg-Briand de 1928, um acordo multilateral que proibia a guerra como um instrumento da política nacional. Ele foi premiado com o Prêmio Nobel da paz em 1929.
Kellogg estudou direito. Ele se destacou por ser um advogado que representa o governo dos EUA em casos antitruste e atuou no Senado americano (1917 – 1923) e como o embaixador dos Estados Unidos na Grã-Bretanha (1923 – 1925).
Como Secretário de estado do Presidente Calvin Coolidge (1925 – 1929), Kellogg seguiu uma política isolacionista sobre assuntos europeus, mas ele ajudou a organizar uma conferência internacional em Genebra (1927) que procurou limitar armamentos navais sem sucesso.
Em 1928, o ministro dos negócios estrangeiros francês, Aristide Briand, desenvolveu um plano para um pacto bilateral, proibindo a guerra como um instrumento da diplomacia nacional. Kellogg estava atrasado por meses, em parte com medo de um entrelaçamento entre duas nações. Ele conseguiu ampliar o acordo para incluir 62 nações, entre elas todas as grandes potências. Embora amplamente anunciado e reconhecido com o prêmio Nobel, o Pacto Kellogg-Briand, no entanto, estava cheio de lacunas e desprovido de meios para uma aplicação eficaz.
Morreu em Minnesota na véspera de seu 81° aniversário, 21 de dezembro de 1937. 